# 2PM Wild Beat
《2PM Wild Beat》是韓國K-STAR電視台2017年播出的綜藝節目，由Jun. K、尼坤、澤演、佑榮、俊昊、燦盛主持，以「野外探險」為主題，記錄2PM成員們在2016年11月中旬前往澳洲自助旅行的內容，這不僅是2PM首次的旅遊節目，同時也是暌違五年的團體綜藝，節目由iHQ與JYP Pictures合力打造。